# Тугай-бей
Туга́й-бей (крымскотат. طوغای بك, Тогъай бей, Toğay bey), полное имя Аргын Доган Тогай бей (крымскотат. آرغین طوغان طوغای بك, Аргъын Догъан Тогъай Бей, Arğın Doğan Toğay bey, ок. 1601 — 30 июня 1651), — крымскотатарский полководец и политический деятель Крымского Ханства XVII века.

## Биография
Родился в знатной семье из рода Аргын — одного из наиболее влиятельных родов Крымского ханства. В правление крымского хана Мехмед IV Герая (1641—1644) Тугай-мирза получил титул бея вместе с должностью руководителя перекопского санджака (административной единицы). Должность перекопского бея была одной из важнейших должностей в ханстве, так как на него была возложена обязанность охраны северных границ ханства. Тугай-бей был одним из крымских беев, который имел собственное знамя и 3-тысячный отряд личной гвардии. Ему подчинялись гарнизон Перекопа и 15-тысячное крымское войско, а также ногайские орды (Едичкульская, Перекопская, Очаковская и Буджацкая).
В январе 1644 года крымский хан Мехмед IV Герай организовал большой поход на южные земли Речи Посполитой. 20-тысячная крымскотатарская орда под предводительством перекопского мурзы Тугай-бея по Кучманскому шляху вступила на Киевщину и расположилась «кошем» (лагерем) под селом Охматовом в окрестностях Черкасс. Польское командование успело принять меры для отражения крымского набега. Польские дивизии под командованием великого гетмана коронного Станислава Конецпольского, великого стражника коронного Яна Одживольского и князя Иеремии-Михаила Вишневецкого, сосредоточенные под Ставищем, Бузовкой и Корсунем, выступили против крымскотатарской орды. 30 января 1644 года в битве под Охматовом 19-тысячная польско-шляхетская армия атаковала крымский «кош». Поляки и реестровые казаки разгромили крымскотатарскую орду, которая потеряла убитыми около четырёх тысяч человек. Тугай-бей с главными силами смог вырваться и стал отступать в степи. Польское командование отправило в погоню за крымцами 5-тысячный отряд казацкой конницы. Казаки настигли отступающую крымскую орду во время переправы на реке Синюха и нанесли серьёзный урон противнику.
Весной 1648 года перекопский мурза Тугай-бей принял активное участие в национально-освободительной войне на Украине под предводительством запорожского гетмана Богдана Хмельницкого против польско-шляхетского владычества. В марте 1648 года Богдан Хмельницкий прибыл из Запорожья в Бахчисарай, где убедил нового крымского хана Ислям III Герая (1644—1654) заключить военно-политический союз против Речи Посполитой. Ислям III Герай выделил в помощь своему союзнику Богдану Хмельницкому большой вспомогательный крымскотатарский корпус под предводительством перекопского мурзы Тугай-бея. Под командованием Тугай-бея находилось от 6 до 20 тыс. человек. 18 апреля 1648 года Богдан Хмельницкий с казацкой делегацией вернулся из Крыма в Запорожскую Сечь. Его сопровождал крымский вспомогательный корпус Тугай-бея. Тугай-бей расположился на реке Базавлук, чтобы защитить Сечь и запорожцев от возможного нападения польской армии. 19 апреля на всеобщей казацкой раде Богдан Хмельницкий был избран гетманом Войска Запорожского и предводителем освободительного движения на Украине против Речи Посполитой.

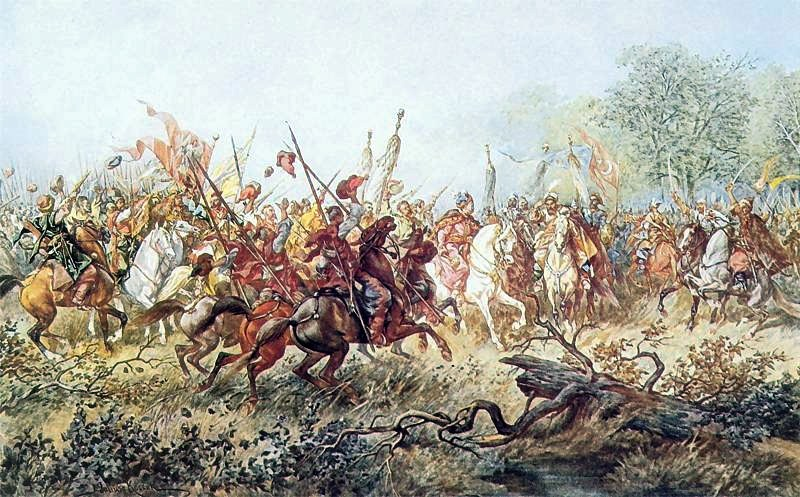
Юлиуш Коссак. «Встреча Хмельницкого с Тугай-беем». 1885 г.

22 апреля 1648 года запорожский гетман Богдан Хмельницкий с казацким войском и Тугай-бей с крымскотатарской конницей выступили из Сечи в поход по Украине. Польское правительство отправило большую армию под командованием великого гетмана коронного Николая Потоцкого и польного гетмана коронного Мартына Калиновского в карательный поход против восставших запорожцев.
29 апреля — 16 мая 1648 года в боях под Жёлтыми Водами объединённое казацко-крымское войско под предводительством Богдана Хмельницкого и Тугай-бея окружило и практически полностью разгромило 10-тысячный польский авангард под командованием старосты нежинского Стефана Потоцкого.
25—26 мая 1648 года в битве под Корсунем запорожский гетман Богдан Хмельницкий при поддержке крымскотатарской конницы Тугай-бея вторично разгромил 20-тысячную польскую армию под предводительством коронных гетманов Николая Потоцкого и Мартына Калиновского. Поляки потеряли 4500—5000 человек убитыми и 8500 человек пленными. В плен попало восемьдесят польских сановников, в том числе великий гетман коронный Николай Потоцкий и польный гетман коронный Мартын Калиновский. Согласно договорённости, Богдан Хмельницкий забрал себе в качестве трофея всё оружие и боеприпасы противника, а Тугай-бей получил всех польских пленников, которые были отправлены в Крым. С большим количеством пленников Тугай-бей вернулся в Крым.
В сентябре 1648 года крымский хан Ислям III Герай отправил на помощь Богдану Хмельницкому большую крымскотатарскую орду под предводительством калги-султана Керим Герая и перекопского мурзы Тугай-бея. 15 сентября крымские татары соединились с казацкой армией под Староконстантиновом на Волыни. Объединённая 60-тысячная казацко-крымская армия выступила в поход вглубь польских владений. Впереди главных сил двигался Тугай-бей с передовым татарским отрядом. 26 сентября Тугай-бей с крымской конницей появился под Львовом, а 28 сентября город осадили главные силы казацко-крымскотатарской армии. Богдан Хмельницкий вынудил львовских жителей выплатить ему большой денежный выкуп за снятие осады. 13 октября 1648 года калга-султан Керим Герай с татарской ордой отправился из-под Львова на Каменец-Подольский, оставив на помощь Богдану Хмельницкому Тугай-бея с перекопским отрядом. 14 октября перекопский мурза Тугай-бей со своим татарским отрядом двинулся из-под Львова на польскую крепость Замостье. 15 октября казацкие войска начали своё отступление от Львова на Замостье. 27 октября перекопский мурза Тугай-бей и полковник Мартын Небаба с татарско-казацким авангардом подступили к Замостью. Вскоре к крепости подошли главные силы казацкой армии Богдана Хмельницкого, которые осадили Замостье. В середине октября Богдан Хмельницкий заключил перемирие с новым польским королём Яном II Казимиром Вазой и отступил из-под Замостья. Тугай-бей с крымским корпусом и пленниками вернулся в Перекоп.
Летом 1651 года перекопский мурза Тугай-бей участвовал в походе крымского хана Исляма III Герая на Украину. Огромная крымскотатарская орда соединилась с казацкими полками Богдана Хмельницкого и предприняла новый поход вглубь польских владений. В июне 1651 года в кровопролитной битве под Берестечком перекопский мурза Тугай-бей был смертельно ранен. Отношения между Богданом Хмельницким и Тугай-беем были дружескими. Богдан Хмельницкий говорил: «…Тугай-бей близкий мне, он мой брат, моя душа…».
Крымскотатарский корпус, возглавляемый Тугай-беем, сыграл важную роль в победах Богдана Хмельницкого над поляками. Лёгкая крымская конница, сражавшаяся на стороне запорожских казаков, лишила поляков преимущества в кавалерии. В составе казацкого войска крымскотатарская конница под предводительством Тугай-бея выполняла функции передового отряда (во время походов) и авангарда (во время боевых действий), а также была задействована в проведении тактической разведки. Кроме того, по просьбе Богдана Хмельницкого и с разрешения крымского хана Ислям Герая Тугай-бей летом 1648 и весной 1649 годов находился с 15-тысячным войском на кочевьях на Синих Водах, выполняя функции резерва казацкой армии.
В дневнике Миколая Емёловского, польского жолнера, читаем, что Тугай-бей погиб в битве под Замостьем. Другие историки считают (на основании крымского героического эпоса об этой войне), однако, что он погиб в Берестецкой битве.